# Яни Папааргир
Йоанис Атанасиу Папаргириу (на гръцки: Ιωάννης Αθανασίου Παπαργυρίου) е гръцки революционер, деец на гръцката въоръжена пропаганда в Македония от началото на XX век, ренегат от Вътрешната македоно-одринска революционна организация.

## Биография
Йоанис Папаргириу е роден в 1888 година в Бер, тогава в Османската империя. Включва се във въоръжената борба за Македония и оглавява собствена чета, състояща се от берчани и жители на околните селища. На 14 юни 1903 година дава сражение на турската армия. В сводките за сражението се говори за „българската чета, водена от Яни Папа Аргир от Бер“, а в самото сражение е убит ченикът Никола от Шел (Горно или Долно).
По-късно преминава към гръцката пропаганда в Македония и действа с групата си в областта на Бер, Негуш, Урумлъка и Ениджевардарското езеро срещу българските чети на ВМОРО. Убит е в сражение преди 1908 година.